# 內馬尼亞·佩伊西諾維奇
內馬尼亞·佩伊西諾維奇 （Nemanja Pejčinović）是一位塞爾維亞足球運動員。在場上他司職中後衛。之前他曾是拉德的場上隊長，2009年1月12日，他被外借到貝爾格萊德紅星隊。2009年夏季，又被外借至柏林赫塔，并將在2009-10賽季代表柏林赫塔參加比賽。